# Johann Joachim Winckelmann
Pour les articles homonymes, voir Winkelmann.
Johann Joachim Winckelmann, né le 9 décembre 1717 à Stendal et assassiné le 8 juin 1768 à Trieste, est un archéologue, antiquaire et historien de l’art allemand.
Sa trajectoire personnelle et ses écrits témoignent de l'internationalisation des circulations artistiques en Europe au XVIIIe siècle tout comme de leur rôle déterminant dans l'émergence d'une nouvelle conception de l'art, le néoclassicisme.
Auteur d’une œuvre de référence et d’une correspondance très souvent citée, il joue un rôle précurseur dans l'apparition de ce mouvement néoclassique allemand et européen.
En tant que théoricien, il peut être considéré comme le fondateur de l’histoire de l'art et de l’archéologie en tant que disciplines modernes.
Winckelmann est homosexuel, et ses écrits esthétiques sont façonnés par un homoérotisme assumé, reconnu par ses contemporains, tel Goethe.

## Années de formation en Allemagne et en Italie
Winckelmann est né à Stendal, dans la marche de Brandebourg, dans un milieu modeste (son père était cordonnier). Il étudie à l'école municipale de Stendal, puis l'école latine de Stendal jusqu'à la fin de 1735, au lycée de Cölln de Berlin en 1736, puis au lycée de la vieille ville de Salzwedel jusqu'à la fin de 1737. Sur la suggestion de Tappert, la Fondation Schönebeck (de) de Stendal lui accorde une bourse d'études en 1736. Après avoir entrepris des études de théologie protestante à contre-cœur à l’université de Halle, et avoir fait ce qu’on nommait alors ses humanités, il vit modestement comme précepteur auprès d’enfants de familles nobles. En 1748, il se fit engager comme bibliothécaire auprès du comte Heinrich von Bünau, par ailleurs historien, dans son château de Nöthnitz, près de Dresde. Après sa conversion au catholicisme en 1754, ce dernier lui fait ouvrir les portes de la grande collection d’art de l'électeur de Saxe à Dresde.
Winckelmann publie en 1755 son premier ouvrage, Réflexions sur l'imitation des œuvres grecques dans la sculpture et la peinture. Auguste III, électeur de Saxe et roi de Pologne, lui octroie alors une pension conséquente pour continuer ses études à Rome, et étudier les œuvres d’art de l’Antiquité in situ.
À Rome, il se voit proposer le poste de bibliothécaire du cardinal Albani et joue le rôle de guide pour de nombreux voyageurs venus admirer les monuments de la ville éternelle. Il devient par la suite surintendant des Antiquités puis bibliothécaire et scripteur de la bibliothèque vaticane.

## Théoricien du néoclassicisme

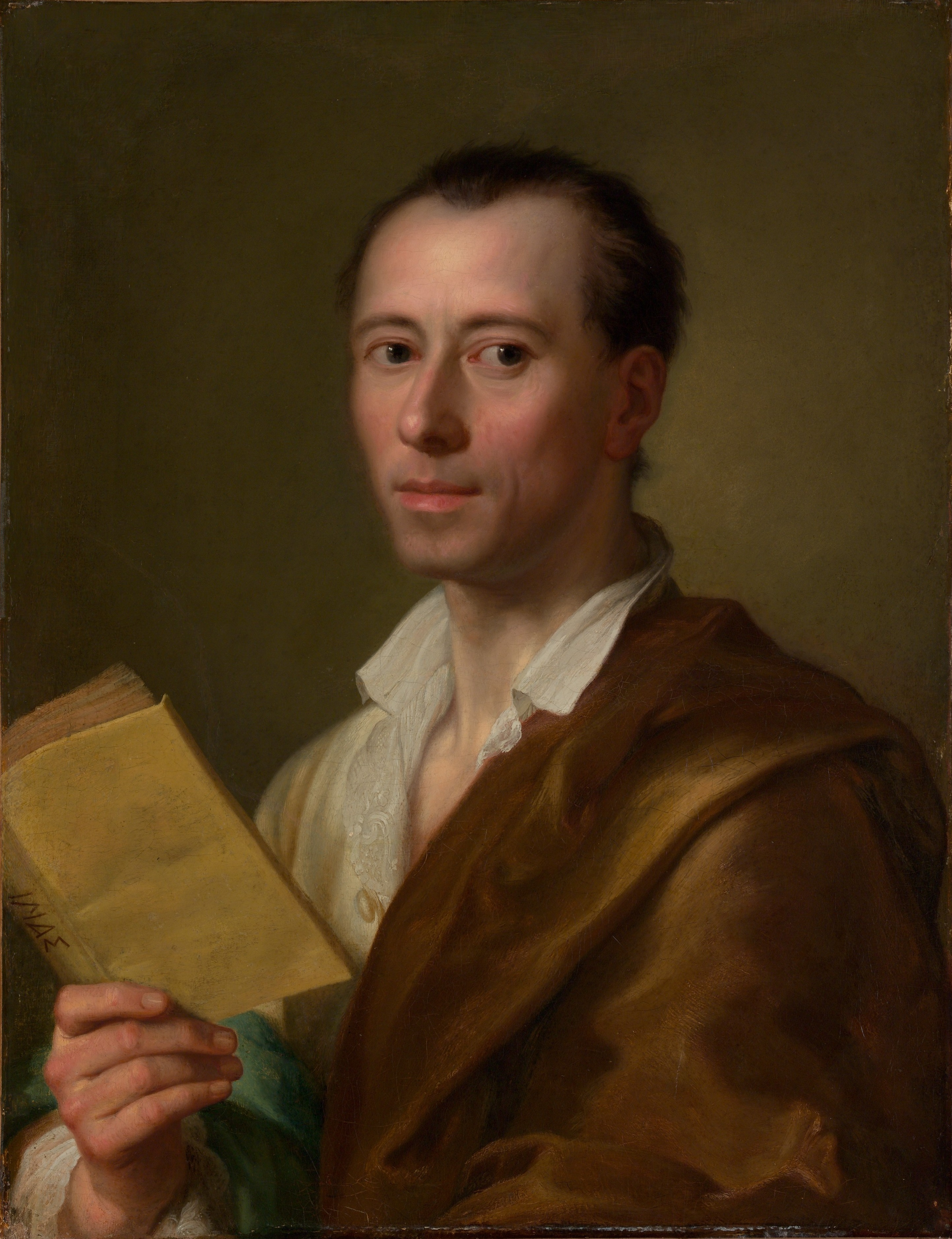
Portrait par Anton Raphael Mengs, vers 1777.

Défenseur inconditionnel de l’art grec, Winckelmann y voit les caractéristiques absolues du beau ; il apparaît ainsi comme un adversaire du baroque et du rococo. Il met sa connaissance intime des œuvres, acquise notamment lorsqu’il travaillait au Vatican et lors de ses visites des fouilles d’Herculanum et de Pompéi, et du musée royal de Portici, au service de ce qu’il considère comme sa mission : former le goût de l’élite intellectuelle de l’Occident. La formule qu’il trouve pour caractériser l’essence de l’art grec, « noble simplicité et calme grandeur », inspira des générations d’artistes et d’architectes après lui comme Benjamin West et Jacques-Louis David, sans oublier les théoriciens de l’art et écrivains allemands comme Lessing, Goethe et Schiller.
Winckelmann rejette la nature sensuelle de l’art, manifestation des passions de l’âme, et invente le « beau antique » en marbre blanc (ignorant comme ses contemporains qu’il était revêtu de polychromie), dont l’esthétique est fondée sur l’idéalisation de la réalité et conditionnée par la liberté politique, la démocratie. Se basant sur les travaux du comte de Caylus, en qui il reconnut une influence importante, il contribua à faire de l’archéologie une science plutôt qu’un passe-temps de riche collectionneur.
Son œuvre principale est l’Histoire de l’art de l’Antiquité (1764), dans laquelle il rejette les classifications établies par Giorgio Vasari au XVIe siècle pour distinguer quatre phases dans l'art grec : le style ancien, le style élevé, le beau style et l’époque des imitateurs, qui ont toujours cours aujourd’hui (style archaïque, premier classicisme du Ve siècle, puis second classicisme du IVe siècle, enfin style hellénistique). Il conçoit cette succession de manière cyclique, à l’image de l’évolution biologique d’un organisme vivant et valorise la période du IVe siècle av. J.-C., qu'il considère comme l'apogée de la sculpture grecque, où aurait été atteinte « une forme de Beau idéal jamais dépassé depuis ».
Comme le souligne Charlotte Guichard, « en proposant la Grèce comme modèle artistique indépassable, Winckelmann s'oppose aux partisans de la supériorité de l’art romain et participe ainsi aux débats autour de la définition de l'idée de civilisation ». Ce faisant, Winckelmann tend à donner une valeur politique à ses classifications esthétiques : il n'hésite pas à établir un lien de causalité entre liberté politique et perfection artistique et considère que la qualité des œuvres produites en Grèce à l'époque classique peut être liée au régime qui s'y épanouit alors, la démocratie. Ce raisonnement eut d'importantes conséquences sur la politisation des cercles néoclassiques d'artistes et d'amateurs dans les années 1780. En effet, la leçon de Winckelmann « fut interprétée au sens littéral par les artistes de la génération de David, au risque de rompre le moment venu avec le mécénat monarchique ». On comprend mieux aussi dans ce cadre la capacité du néoclassicisme à devenir art officiel sous la Révolution et l'Empire.
Cet ouvrage, comme les Réflexions sur l’imitation des œuvres grecques, est rapidement traduit en français, italien et anglais et abondamment commenté (entre autres par Lessing dès 1766). Son retentissement est très important dans le réseau européen des amateurs d'art, démontrant l'importance de la médiation de Winckelmann dans l'émergence de nouvelles conceptions de la sculpture et de l'art en général, autour du néoclassicisme. Par ailleurs, il écrivit pour le jeune aristocrate balte Friedrich von Berg le Traité sur la capacité à ressentir le Beau (1763), où l’on peut lire : « Comme la beauté humaine doit être conçue, pour être comprise, en une seule idée générale, j’ai remarqué que ceux qui ne sont attentifs qu’aux beautés du sexe féminin et qui ne sont pas ou guère émus par celles du nôtre ont rarement la faculté innée, globale et vive de ressentir la beauté en art. Cette beauté leur semblera imparfaite dans l’art des Grecs, vu que les plus grandes beautés de celui-ci relèvent davantage de notre sexe que de l’autre. »
Cet enthousiasme pour la beauté masculine peut être vu comme l'un des signes de son homosexualité, établie d'ailleurs entre autres par sa correspondance et le témoignage de Casanova,,.

## Le «roman» de sa mort

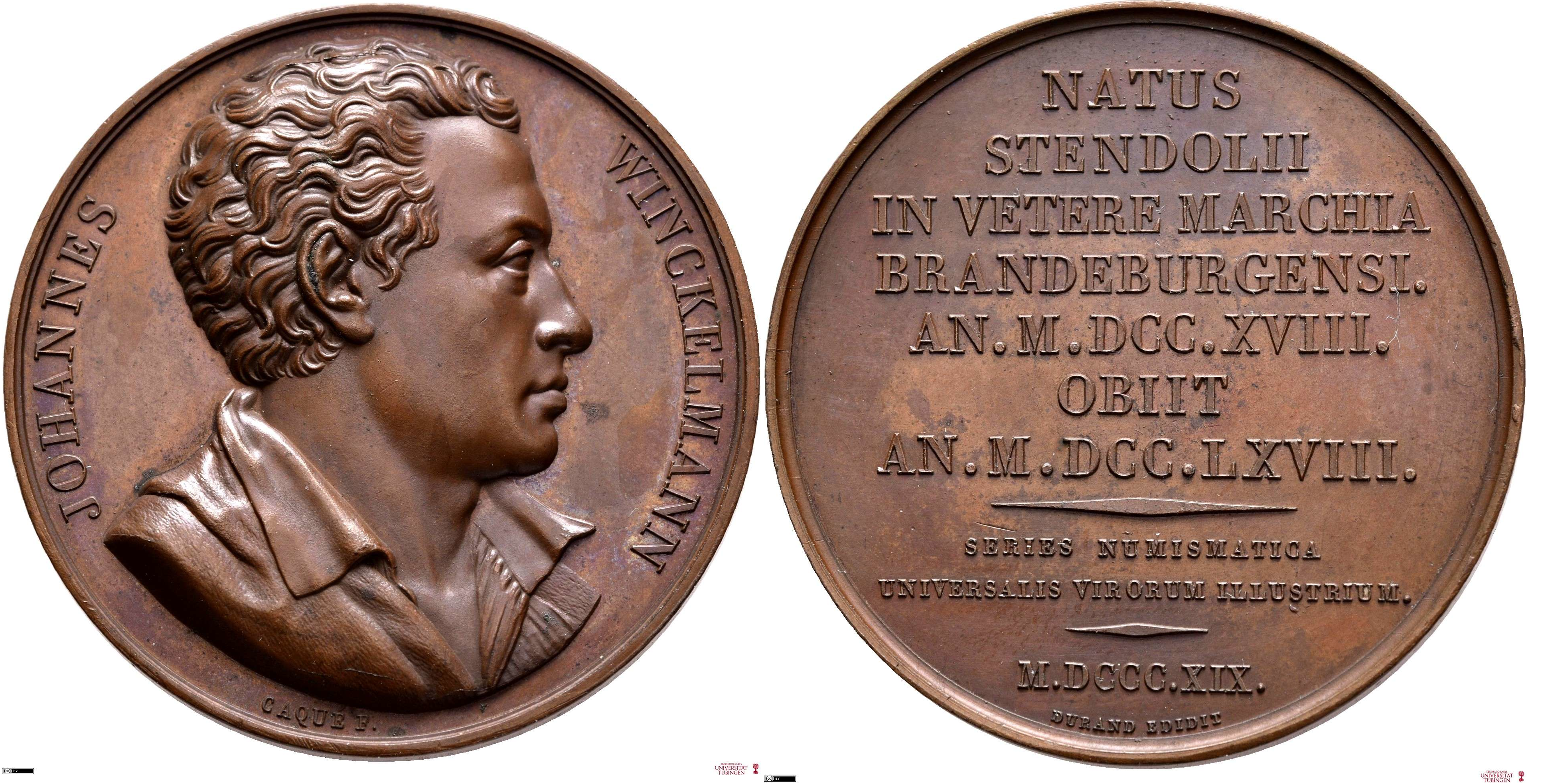
Médaille Johann Joachim Winckelmann (1819)

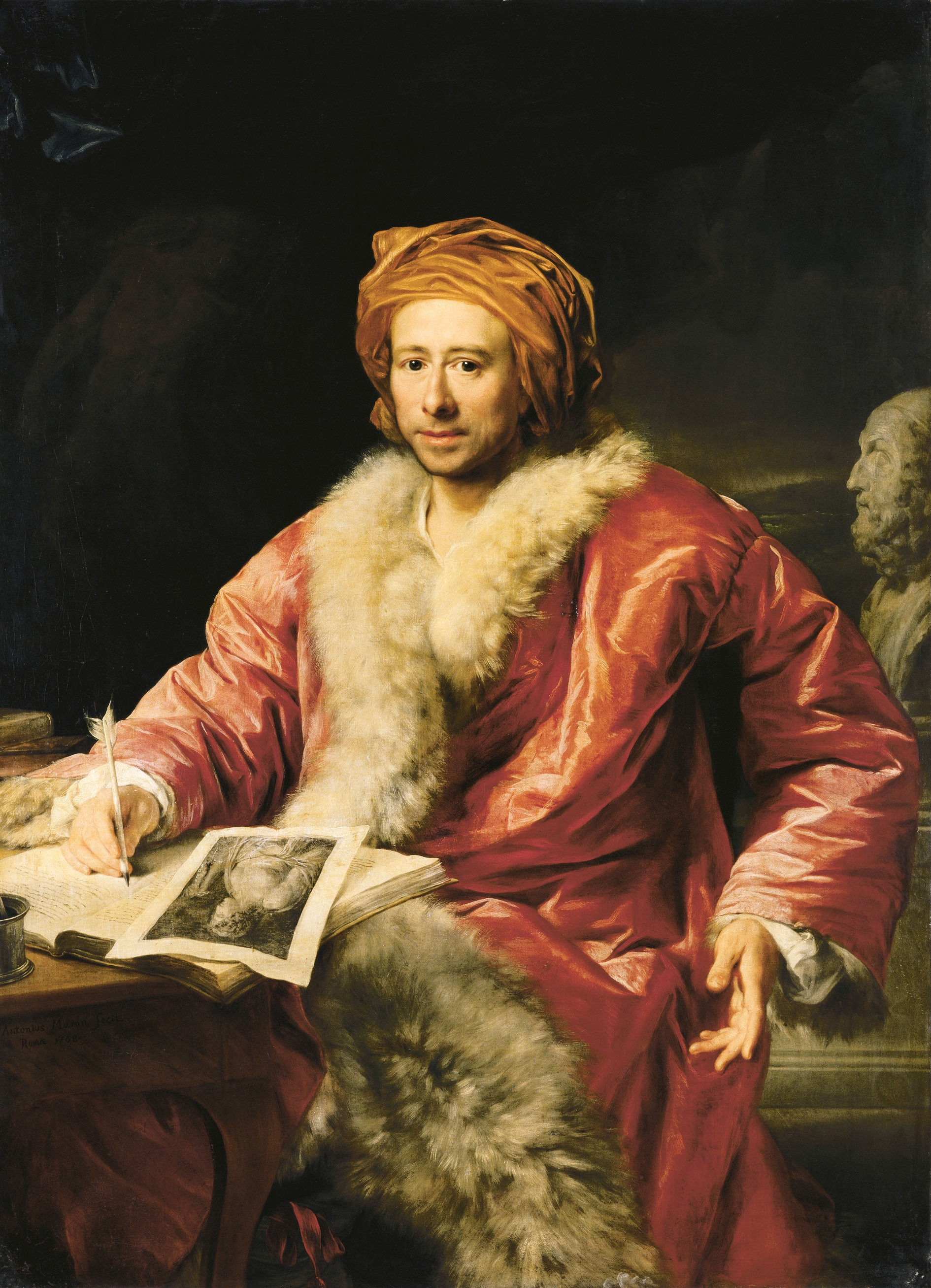
Portrait par Anton von Maron, 1768.

Alors qu’il fait étape à Trieste sous le pseudonyme de Signor Giovanni, Winckelmann est assassiné le 8 juin 1768 dans sa chambre à la Locanda Grande par Francesco Arcangeli, cuisinier et repris de justice logeant dans la chambre voisine. Les deux hommes s'étaient rencontrés le jour de l'arrivée de Winckelmann et avaient passé la semaine précédant sa mort à se fréquenter régulièrement. Arcangeli rendait visite à Winckelmann tous les soirs dans sa chambre, où ce dernier lui avait montré les médailles antiques que l’impératrice Marie-Thérèse lui avait offertes.
Lors du procès qui s'ensuit le meurtrier est condamné au supplice de la roue. On a beaucoup spéculé sur le mobile du crime (avances  homosexuelles refusées, meurtre commandité par un archéologue concurrent, par les milieux diplomatiques, les jésuites, etc.). Si l'hypothèse de la tentative de vol est souvent retenue, bien que les médailles n’eussent pas été récupérées par Arcangeli après le meurtre, celle du crime sexuel s'est révélée très concluante : ses contemporains n'avaient aucun doute sur l'homosexualité de Winckelmann, la considérant comme faisant partie de son véritable amour pour l'Antiquité classique, et l'on soupçonnait que le savant avait été tué pour avoir fait des avances à un Arcangeli réticent, ou lassé, au vu du nombre de jours passés ensemble.
Winckelmann est enterré dans la cathédrale de Trieste. Une médaille a été créée en sa mémoire.

## Œuvres

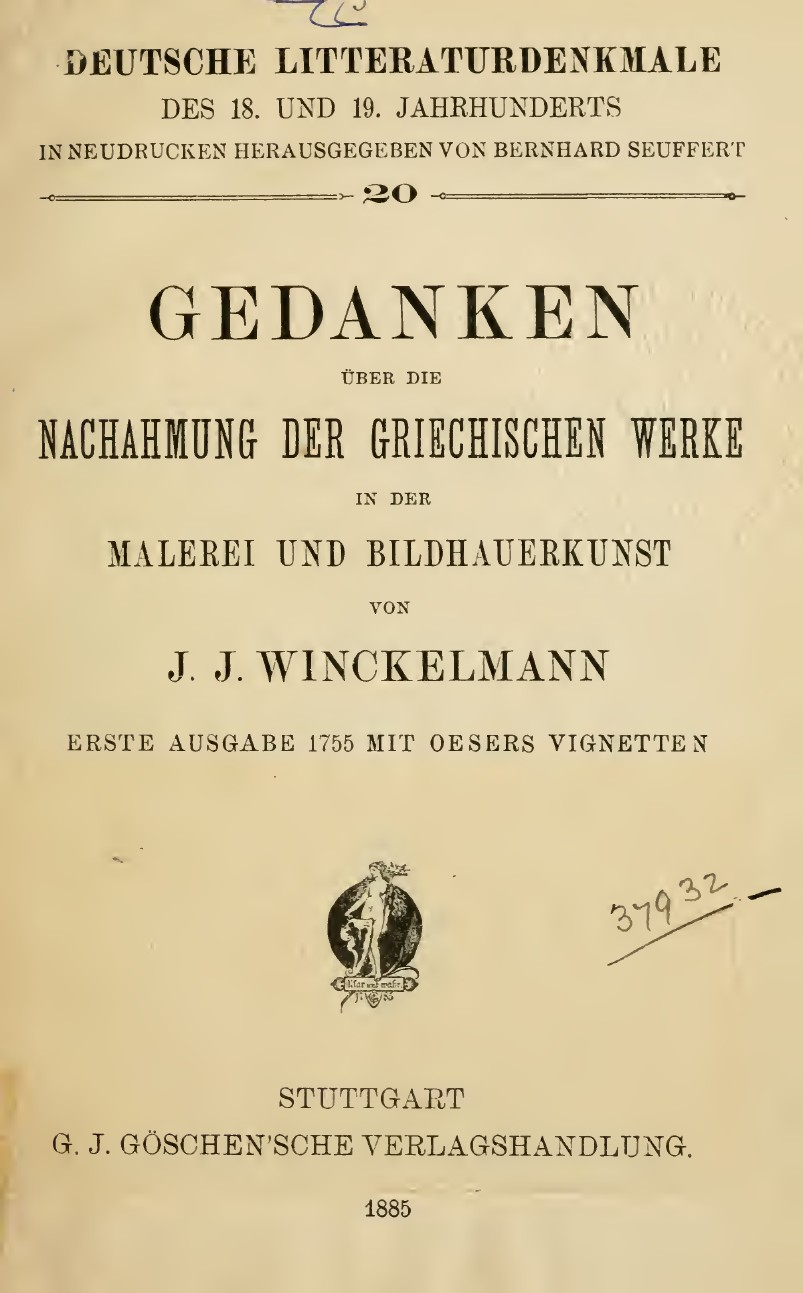
Gedanken über die nachahmung der griechischen Werke in der Malerei und Bildhauerkunst (1885)

Outre ses premières Réflexions sur l’imitation des œuvres grecques dans la peinture et la sculpture (Gedanken über die Nachahmung der griechischen Werke in der Malerei und Bildhauerkunst) en 1755, il publia :
- une réplique fictive de ce premier essai : Sendschreiben über die Gedanken (Épître sur les Réflexions), et une réponse à cette réplique : Erlaüterung der Gedanken, Explication des réflexions)
- en français : Description des pierres gravées du feu Baron de Stosch.
- en allemand, à l’adresse de ses bienfaiteurs : Über die Baukunst der Alten (1762, Remarques sur l’architecture des Anciens), augmentée d’un compte-rendu sur les temples du Paestum.
- Histoire de l'art dans l'Antiquité (Dresde, 1764)
- en italien : Les Monumenti antichi inediti, spiegati ed illustrati (1767) (Monuments inédits de l’Antiquité expliqués et illustrés), son histoire de l’art, modèle d’ouvrage encyclopédique pendant plus d’un siècle, qui a été très souvent cité et qui a contribué à éduquer le goût de l’élite intellectuelle.
- l'Abhandlung von der Fähigkeit der Empfindung des Schönen in der Kunst und dem Unterrichte in derselben, 1769 (Des réflexions sur le sentiment du beau dans les ouvrages de l’art et sur les moyens de l’acquérir, première traduction française, 1786).

Son œuvre est disponible en édition contemporaine :
- De la description, traduction de Élisabeth Décultot, Paris, éd. Éditions Macula, 2023, (1re éd. 2006)
- (de) Sämtliche Werke, éd. J. Eiselein, 12 vol., Donaueschingen, 1825-1829, réimpr. Osnabrück, 1965
- (de) Kleine Schriften. Vorreden. Entwürfe, éd. W. Rehm, Berlin, 1968 ; Briefe, 4 vol., ibid., 1952-1957
- Réflexions sur l'imitation des œuvres grecques dans la sculpture et la peinture (Gedanken über die Nachahmung der griechischen Werke in der Malerei und Bildhauerkunst - 1755)

- (de) Geschichte der Kunst des Altertums (Histoire de l'art chez les Anciens), 1764, première traduction française par Gottfried Sellius, 2 vol., Paris, Saillant, 1766 puis seconde traduction par Michael Huber, 3 vol., Paris, 1789
- (de) Unbekannte Schriften, éd. S. von Moisy, H. Stichtermann & L. Tavernier, Bayerische Akademie, Munich, 1987
- (de) Il Manoscritto fiorentino, éd. M. Kunze, Olschki, Florence, 1994
- Monuments inédits de l'Antiquité expliqués et illustrés (1762) (Monumenti Antichi Inediti Splegati ed Illustrati, Rome, 1767)
- De l'imitation des œuvres grecques en peinture et en sculpture
- Réflexions sur l'imitation des œuvres grecques
- Remarques sur l'architecture des Anciens (1762)
- Histoire de l'art dans l'Antiquité (1764), Livre de Poche, 2005, traduction de Dominique Tassel

## Référence culturelle et sportive
Johann Joachim Winckelmann a donné son nom à la coupe d’Europe de football des archéologues, la Winckelmann Cup, qui se tient chaque année depuis 1991. Son origine vient de la rivalité entre les étudiants en archéologie des Universités de Bonn et de Cologne qui ont décidé de régler leurs comptes sur le terrain de football.

### Filmographie
- Johann Winckelmann ou l'amour de l'art (titre original : Erotische Blick Johann Winckelmann), film documentaire allemand de Christian Feyerabend, 52 minutes, 2017.